# Urqueira
Urqueira ist eine Gemeinde (Freguesia) im portugiesischen Kreis Ourém. In ihr leben 1401 Einwohner (Stand 19. April 2021).